# Последният самурай
Последният самурай (на английски: The Last Samurai) е американо-новозеландско-японски филм от 2003 г. с участието на Том Круз.
Режисиран от Едуард Зуик, действията описани в него, макар и да са художествена измислица, се препокриват с реални факти от Реставрацията Мейджи. Филмът проследява историята на американския войник Нейтън Олгрен, сблъскващ се с японските самураи. Сюжетът на филма е вдъхновен от въстанието Сацума от 1877 г., водено от Сайго Такамори и от реформирането по западен образец на Япония от колониалните сили, макар че това главно е приписвано на Съединените щати за американската публика. В по-малка степен, филмът също е повлиян от историите на Жул Брюне, капитан от Френската армия, който се бие заедно с Еномото Такеаки в по-ранната война Бошин и на Фредерик Уорд, американски наемник, който реформира китайската армия по западен образец, като създава Винаги побеждаващата армия. Филмът е отличен с множество номинации, включително и четири номинации за Оскар.

## Актьорски състав
| Актьор              | Роля                  |
| ------------------- | --------------------- |
| Том Круз            | капитан Нейтън Олгрен |
| Кен Уатанабе        | Морицугу Кацумото     |
| Син Коямада         | Набутада              |
| Тони Голдуин        | полковник Багли       |
| Масато Харада       | Омура                 |
| Ситиносуке Накамура | император Мейджи      |
| Хироюки Санада      | Уджио                 |
| Тимъти Спол         | Саймън Греъм          |
| Коюки Като          | Така                  |
| Били Конъли         | сержант Гант          |
| Сосуке Икемацу      | Хиген                 |

## Награди и номинации
| Категория                                     | Номиниран(и)                                  | Резултат                    |
| Оскар (29 февруари 2004 г.)                   | Оскар (29 февруари 2004 г.)                   | Оскар (29 февруари 2004 г.) |
| --------------------------------------------- | --------------------------------------------- | --------------------------- |
| Най-добри декори                              | Най-добри декори                              | номинация                   |
| Най-добри костюми                             | Най-добри костюми                             | номинация                   |
| Най-добър звук                                | Най-добър звук                                | номинация                   |
| Най-добра поддържаща мъжка роля               | Кен Уатанабе                                  | номинация                   |
| Златен глобус (25 януари 2004 г.)             |                                               |                             |
| Най-добра филмова музика                      | Ханс Цимер                                    | номинация                   |
| Най-добър актьор в драматичен филм            | Том Круз                                      | номинация                   |
| Най-добър поддържащ актьор                    | Кен Уатанабе                                  | номинация                   |
| Сателит (23 януари 2004 г.)                   |                                               |                             |
| Най-добър филмов монтаж                       | Най-добър филмов монтаж                       | награда                     |
| Най-добра кинематография                      | Джон Тол                                      | награда                     |
| Най-добра филмова музика                      | Ханс Цимер                                    | награда                     |
| Най-добри костюми                             | Нгила Диксън                                  | награда                     |
| Най-добър филм – драма                        | Най-добър филм – драма                        | номинация                   |
| Най-добри декори                              | Най-добри декори                              | номинация                   |
| Най-добри визуални ефекти                     | Най-добри визуални ефекти                     | номинация                   |
| Най-добър звук                                | Най-добър звук                                | номинация                   |
| Най-добър актьор в драма                      | Том Круз                                      | номинация                   |
| Най-добър актьор в поддържаща роля в драма    | Кен Уатанабе                                  | номинация                   |
| Сатурн (5 май 2004 г.)                        |                                               |                             |
| Най-добър екшън, приключенски или трилър филм | Най-добър екшън, приключенски или трилър филм | номинация                   |
| Най-добър режисьор                            | Едуард Зуик                                   | номинация                   |
| Най-добър актьор                              | Том Круз                                      | номинация                   |
| Най-добър актьор в поддържаща роля            | Кен Уатанабе                                  | номинация                   |
| Най-добър млад актьор                         | Сосуке Икемацу                                | номинация                   |